# Марк Титтий Фруги
Марк Титтий Фруги (лат. Marcus Tittius Frugi) — римский политический деятель второй половины I века.
В 68/69 году Фруги находился на посту легата XV Аполлонова легиона, который на тот момент дислоцировался в Сирии. В 80 году он занимал должность консула-суффекта вместе с Титом Виницием Юлианом. Больше о нём ничего не известно.